# Tanja Schweiger

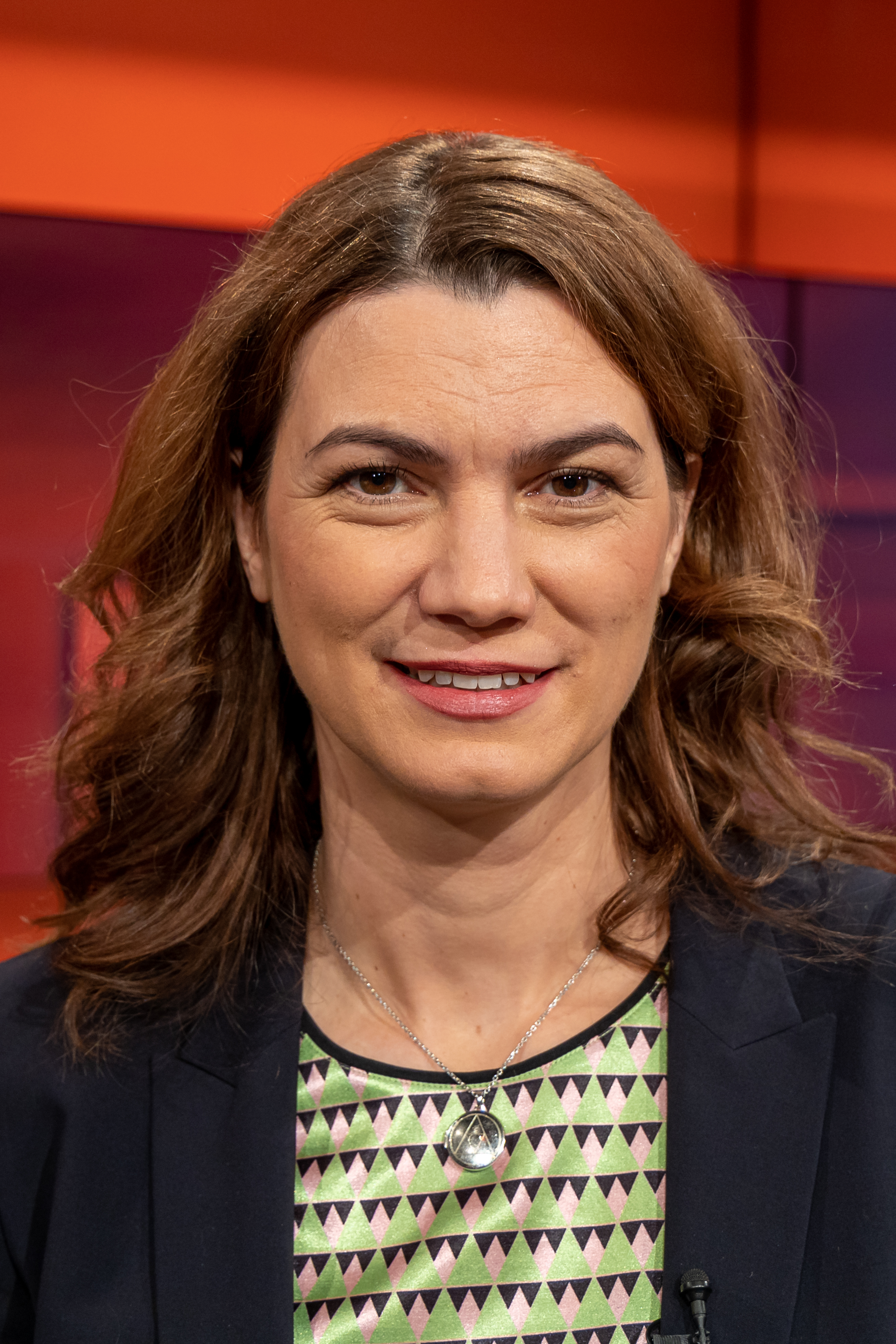
Tanja Schweiger (2023)

Tanja Schweiger (* 27. Mai 1978 in Regensburg) ist eine deutsche Kommunal- und Landespolitikerin (Freie Wähler) und seit Mai 2014 Landrätin des Landkreises Regensburg. Seit 2018 ist sie Mitglied im Bezirkstag der Oberpfalz. Von 2008 bis 2014 gehörte sie als Abgeordnete dem Bayerischen Landtag an.

## Leben

### Jugend, Ausbildung und beruflicher Werdegang
Tanja Schweiger wurde als Tochter einer Krankenschwester und eines Maurers geboren. Sie wuchs in Pettendorf auf. Nach dem Abitur 1997 am St.-Marien-Gymnasium der Diözese Regensburg absolvierte sie von 1997 bis 1999 eine Ausbildung zur Bankkauffrau. Anschließend nahm sie an der Universität Regensburg das Studium der Betriebswirtschaftslehre (BWL) mit dem Schwerpunkt Financial Accounting and Auditing, Finanzdienstleistungen auf. Parallel arbeitete sie in Teilzeit bei der Deutschen Bank in Regensburg, Frankfurt am Main und Nürnberg. Nach dem Abschluss ihres Studiums im Jahr 2005 war sie bis zu ihrer Wahl in den Landtag bei der Deutschen Bank AG in der Abteilung Private Wealth Management in München als Finanzplanerin tätig.

### Politische Karriere

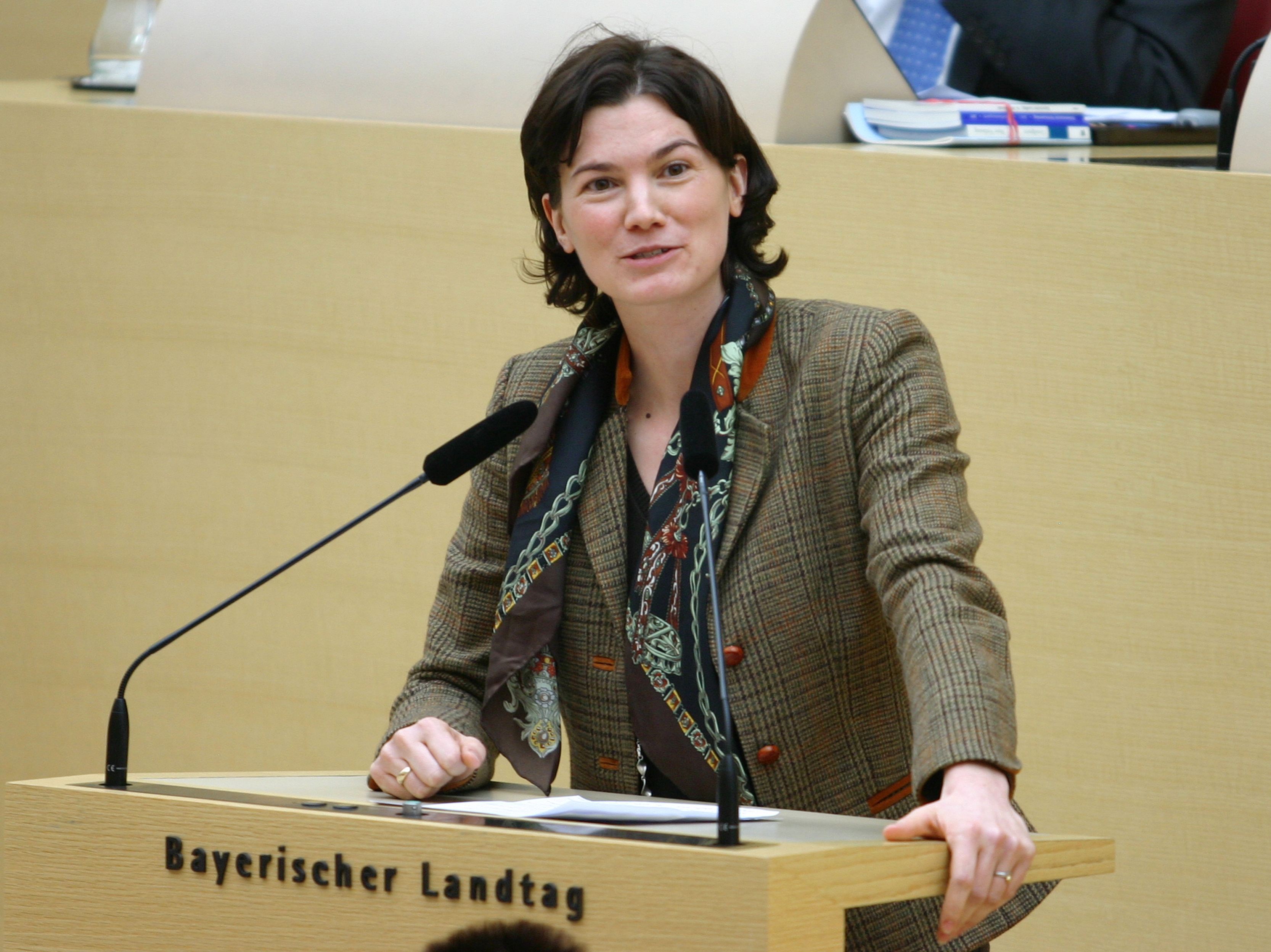
Tanja Schweiger bei einer Rede im Bayerischen Landtag (Februar 2012)

Bei den Kommunalwahlen in Bayern 2008 wurde sie, obwohl ohne politische Vorerfahrung, von den Freien Wählern als Kandidatin für das Amt des Landrates im Landkreis Regensburg nominiert und verfehlte die Stichwahl um rund 300 Stimmen. Zudem gewann sie ein Mandat im Kreistag und im Pettendorfer Gemeinderat.
Bei der Landtagswahl in Bayern 2008 wurde sie über die Bezirksliste Oberpfalz erstmals als eine von 21 Abgeordneten der Freien Wähler in den Bayerischen Landtag gewählt. Sie war die jüngste weibliche Abgeordnete des 16. Bayerischen Landtags. In ihrem Stimmkreis Regensburg-Land-Ost belegte sie mit 11.925 Erststimmen (20,7 %) den zweiten Platz. Sie wurde zu Beginn der Legislaturperiode von der Landtagsfraktion der Freien Wähler zur Parlamentarischen Geschäftsführerin gewählt und gehörte dem Ältestenrat des Bayerischen Landtages an. In der Anfangsphase war sie – neben den Aufgaben als Abgeordnete – auch für den Aufbau eines Mitarbeiterteams sowie die Organisation der parlamentarischen Arbeit und der Finanzen der Fraktion zuständig. Am 21. März 2011 kandidierte sie nach zweieinhalb Jahren bei der turnusgemäßen Neuwahl nicht mehr als Parlamentarische Geschäftsführerin, ihr Nachfolger wurde Florian Streibl.
Im Juni 2009 wurde Tanja Schweiger zur Bezirksvorsitzenden der Freien Wähler Oberpfalz gewählt. Dieses Amt hat sie bis heute inne.
Bei der Kommunalwahl am 16. März 2014 kandidierte sie erneut als Landrätin für den Landkreis Regensburg und erreichte 43,19 % der Stimmen. Bei der Stichwahl am 30. März gewann Tanja Schweiger mit 60,88 % der Stimmen gegen Peter Aumer (CSU) und wurde neue Landrätin. Ihr Vorgänger war Herbert Mirbeth (CSU). Am 15. März 2020 wurde Tanja Schweiger als Landrätin bestätigt. Sie setzte sich mit 68,15 % im ersten Wahlgang gegen Rainer Mißlbeck (CSU, 20,33 %), Sonja Kessel (Grüne, 7,71 %) sowie Reinhard Peter (SPD, 3,81 %) durch.
2018 wurde Tanja Schweiger erstmals in den Bezirkstag der Oberpfalz gewählt. Bei der Bezirkswahl 2023 gewann sie mit 37,9 % im Stimmkreis Regensburg-Land das Direktmandat vor Katharina Schmauß (CSU, 24,5 %). Dieser Stimmkreis war der einzige, welcher bei dieser Wahl nicht von einem CSU-Kandidaten gewonnen wurde. Seit 2018 ist Schweiger Fraktionssprecherin der Freien Wähler im Bezirkstag.

### Familie

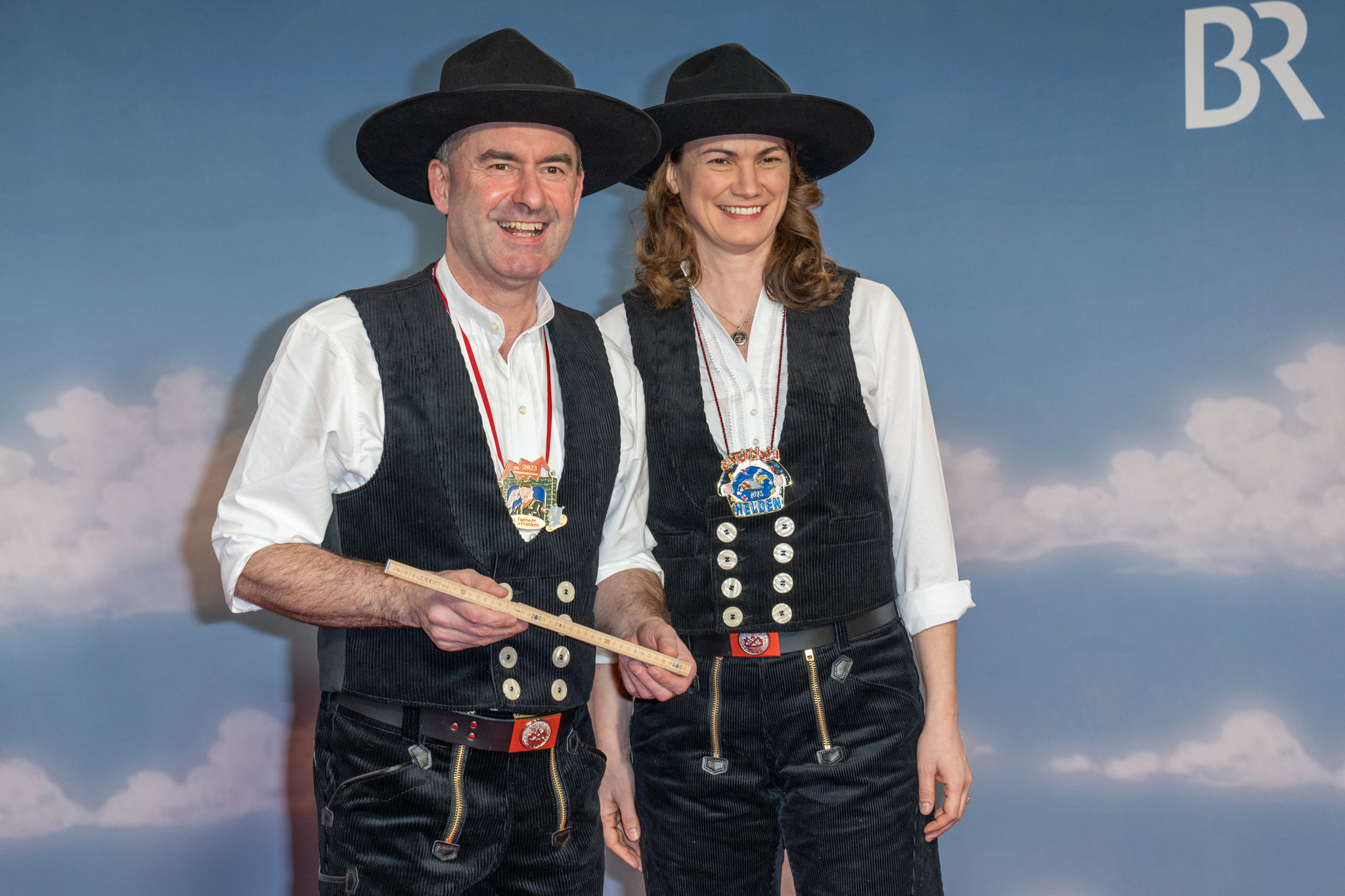
Schweiger mit Hubert Aiwanger 2023

Tanja Schweiger ist mit Hubert Aiwanger liiert. Das Paar hat zwei Söhne.

### Sonstiges
Am 30. Juni 2017 wurde sie neben Bernd Sibler und Walter Zitzelsberger in den Vorstand des Bezirksverbandes Niederbayern / Oberpfalz des Bayerischen Roten Kreuzes gewählt. Im Jahr 2021 wurde sie von den Delegierten zur 1. stellvertretenden Vorsitzenden gewählt und stellt nun zusammen mit Hans Rampf und Bernd Sibler den Bezirksvorstand.
Sie ist Vorsitzende des Zweckverbandes für Rettungsdienst und Feuerwehralarmierung Regensburg (ZRF).